# Bernd Egert
Bernd Egert (* 11. April 1949) ist ein ehemaliger deutscher politischer Beamter. Von 2011 bis 2015 amtierte er als Staatsrat in der Behörde für Wirtschaft, Verkehr und Innovation der Freien und Hansestadt Hamburg.
Egert ist promovierter Diplom-Physiker und war von 1977 bis 1979 im Institut für physikalische Chemie der Universität Hamburg tätig. Anschließend arbeitete er bis 1984 für das Max-Planck-Institut für Eisenforschung GmbH in Düsseldorf und absolvierte in diesem Zusammenhang zwei Forschungsaufenthalte in den USA. Danach war er zunächst beim VDI-Technologiezentrum in Düsseldorf und anschließend in der Stiftung Technologieberatungszentrum Hamburg als Technologie- und Innovationsberater beschäftigt.
1991 trat Bernd Egert in die Hamburger Verwaltung ein und übernahm als Referatsleiter in der Landesvertretung der Freien und Hansestadt Hamburg in Bonn die Bereiche Wirtschafts-, Forschungs- und Technologiepolitik. Von 1996 bis 2004 war Egert Abteilungsleiter im Planungsstab der Hamburger Senatskanzlei und anschließend Amtsleiter in der Behörde für Wirtschaft und Arbeit. Am 24. März 2011 wurde er zum für den Bereich „Wirtschaft“ zuständigen Staatsrat dieser Behörde ernannt, die mit Wirkung vom 1. Mai 2011 in „Behörde für Wirtschaft, Verkehr und Innovation“ umbenannt wurde. Im April 2015 wurde er in dieser Funktion von Rolf Bösinger abgelöst.
Bernd Egert ist verheiratet und hat zwei Kinder.